# Rourea tenuis
Rourea tenuis är en tvåhjärtbladig växtart som beskrevs av Schellenb.. Rourea tenuis ingår i släktet Rourea och familjen Connaraceae. Inga underarter finns listade i Catalogue of Life.